# Paralcis palumbina
Paralcis palumbina là một loài bướm đêm trong họ Geometridae.